# O petelinu in zmaju
O petelinu in zmaju je slovenska ljudska pravljica, ki je izšla v zbirki Slovenske ljudske leta 2004. Priredila jo je Vida Dežman, ilustriral pa Matjaž Schmidt.
Pravljica nas pripelje do tega spoznanja, kako naj bi nastalo mesto Tržič.

## Povzetek pravljice
Živel je Jaka s slabotnim petelinom, kateri se je ob pomoči coprnice in njenega praška opomogel. Nekega jutra je odletel na vrh gore, kjer je znesel jajce. Iz njega se je izvalil zmaj, kateri se je zaril v goro. Ta je postajal čedalje večji in za svoje preživetje je potreboval večji prostor. Rinil je na plano in gora se je razklala. Kamenje in skale so uničile drevje, vasi… pregnale so kot divjad kot tudi prebivalce. Tudi zmaja je na begu proti zaselku pod seboj pokopala skala. Da bi se ljudje opomogli hudega so se ustavili pod klancem, kjer pa so nato tudi ostali in kraj poimenovali Tržič.

## Analiza pravljice
Pripovedovalec: tretjeosebni
Književni čas: neznan (»Nekoč so tam gori...«)
Dogajalni prostor: Ljubelj, Tržič
Pravljične osebe:
- Jaka, coprnica
- petelin, zmaj

Slog:
- okrasni pridevki: stara, grbasta (baba), drag (denar), ogromna (teža), prestrašena (divjad), velikanska (pošast)…
- pomanjševalnice: zmajček, mladiček
- ponavljanje: rasel in rasel

Pomemben dogodek v pravljici: 
Ko petelin znese jajce, iz katerega se izvali majhen zmaj. Zmaj povzroči vso naslednje dogajanje. Razkol gore in s tem nastanek Tržiča.
Motivi:
- motiv coprnice
- motiv zmaja
- motiv nastanka določenega kraja

Konec:
Je srečen. Ljudje se veselijo v novem kraju, Tržič; Kaj se zgodi z Jakom in petelinom ne vemo. Pravljica nam prepusti njuno usodo naši domišljiji.

## Interpretacija likov
- Jaka: O njem zvemo zelo malo. Je lastnik slabotnega petelina. Na vse pretege se trudi, da bi ga ozdravil. Ker ni učinka, nekega dne za pomoč poprosi coprnico. Literarni junaki se večkrat zatekajo po pomoč k čarovnicam, vračem… Kar pa po navadi prinese za sabo tudi kaj negativnega. Coprnice še nikjer niso bile zapisane, kot neke pozitivne, dobre ženice.
- Coprnica: V pravljici opisana kot stara, grbasta baba. Že sam opis nam pove,da pri ljudeh ni priljubljena, kajti že sam naziv baba je slabšalnega pomena za ženske. Kljub negativnim značilnostim coprnic pa ljudje še vedno želijo njihovo korist ( npr. njihove čarovniške praške…)
- Petelin: Na začetku je šibak. Po nasvetih coprnice in njenega praška se njegovo stanje nemudoma izboljša. Postane tudi srborit in znese jajce. Prehod iz ubogljivega, slabotnega, nenevarnega petelina v mogočnega in srboritega, je zaradi coprniških posegov zelo logičen. Že res, da si petelin opomore, ampak temu sledi še dogodek, ki je značilen za slovenske ljudske pravljice. Petelin znese jajce, iz katerega se izvali zmaj. Možnost v ljuskih pravljicah je tudi ta, da se kakšen hudobni graščak spremeni vanj.
- Zmaj: V pravljicah je definiran kot pravljično bitje z eno ali več glavami, ki lahko tudi bruha ogenj. V tej zgodbi ga je ilustrator predstavil kot večglavega, ki bruha ogenj. V velikih pravljicah je predstavljen kot hudobno bitje… V tej zgodbi pa on ne namenoma povzroči razkol skale (potreboval je udobnejše prebivališče) in s tem porušenje vasi ter tudi uničenje samega sebe.

## Motivno-tematske povezave / primerjava z drugimi literarnimi deli
- Motiv zmaja

Poznamo mnogo pravljic, kjer nastopajo zmaji. Ti po navadi živijo v jezeru ali skalni votlini. Kakor v tej zgodbi se tudi drugače zmaji izvalijo iz petelinjega jajca. Zmaji prinašajo ljudem samo trpljenje. Tudi tukaj zmaj uniči vas, domove, gozdove…
Nekaj slovenskih pravljic, kjer nastopajo zmaji:
- Zmaj v Logarski dolini
- Zmaj s sedmerimi glavami
- Zmaj pod Raduho
- Zmajev zob
- Zmaj v Postojnski jami

Poznamo tudi veliko tujih pravljic, z motivom zmaja:
- The Prince And The Dragon
- The Little Bull Calf
- The Flower Queen's Daughter
- The Dragon and his Grandmother
- The Dragon of the North
- Dragons - Kind Little Edmund
- The Ice Dragon
- The Last of The Dragons
- The Fiery Dragon
- Motiv nastanka kraja

Pravljica O petelinu in zmaju nam prikaže nastanek mesta Tržič.
Poznamo pa še pravljice o drugih krajih, naseljih:
- Legenda o Dobrepolju iz zbirke Pravljice iz Dobrepolja
- Furt der Klagen (Brod tožbe = Klagenfurt)

V tej pravljici najdemo motiv mesta - Celovec in motiv zmaja.